# Adanalı
Adanalı ist eine türkische Fernsehserie, die zwischen 2008 und 2010 auf atv ausgestrahlt wurde.

## Inhalt
Die zwei Polizisten Yavuz und Ali sind beste Freunde. Während Yavuz sich an die Gesetze hält, wird Ali der Anführer einer gefährlichen Bande in Istanbul.

## Besetzung
| Schauspieler        | Rolle            | Episoden |
| ------------------- | ---------------- | -------- |
| Oktay Kaynarca      | Yavuz Dikkaya    | 1–79     |
| Mehmet Âkif Alakurt | Ali Gökdeniz     | 1–79     |
| Selin Demiratar     | İdil Ertürk      | 1–47     |
| Eda Özerkan         | Nazlı Karabağ    | 49–70    |
| Ekin Türkmen        | Pamuk            | 71–79    |
| Cemal Hünal         | Alex Mertcan     | 71–79    |
| Zeynep Özder        | Maya             | 71–79    |
| Selim Erdoğan       | Neco             | 71–79    |
| Serenay Sarıkaya    | Sofia            | 1–70     |
| Çağkan Çulha        | Engin            | 1–79     |
| Zeynep Koltuk       | Maria            | 1–60     |
| Umut Oğuz           | Fikret           | 3–79     |
| Tuğçe Özbudak       | Pınar            | 15–79    |
| Pınar Dikici        | Ayşegül Gökdeniz | 1–30     |
| Nurhan Özenen       | Hafize Gökdeniz  | 1–30     |
| Orhan Aydın         | Nevzat           | 1–69     |
| Nilüfer Silsüpür    | Derya            | 1–30     |
| Ebru Şam            | Esra             | 47–70    |
| Alican Yücesoy      | Timur            | 1–53     |
| Fırat Albayram      | Boncuk           | 1–53     |
| Rüzgar Aksoy        | Ferruh           | 1–53     |
| Gökhan Kıraç        | Mülayim          | 1–30     |
| Seda Bakan          | Başak            | 24–30    |
| Mehmet Çepiç        | Samet            | 6–34     |
| Volkan Ünal         | Ertan            | 32–70    |
| Akın Saatçi         | Alex             | 31–46    |
| Ayhan Eroğlu        | İsmail           | 2–57     |
| Hakan Meriçliler    | Hikmet           | 3–57     |
| Osman Soykut        | Zeus             | 10–17    |
| Dolunay Soysert     | Elif             | 66–70    |
| Demir Karahan       | Atilla           | 45–59    |

## Produktion
Regie führten Adnan Güler, Bora Onur und Tayfun Güneyer. Die Produzenten waren Ali Gündoğdu, İnci Kırhan Gündoğdu und Mehmet Yiğit Alp. Für die Komposition der Serie waren der Musik Ceza, Despo, İlkay Akkaya, İzel und Yalın verantwortlich.

## Veröffentlichung
Die Serie wurde von 7. November 2008 bis 7. November 2010 auf ATV ausgestrahlt. In der Hauptrolle spielen Oktay Kaynarca, Mehmet Âkif Alakurt, Ekin Türkmen, Çağkan Çulha, Cemal Hünal, Zeynep Özder, Umut Oğuz, Tuğçe Özbudak, Selim Erdoğan, Eda Özerkan und Serenay Sarıkaya.